# Stapelia deflexa
Stapelia deflexa är en oleanderväxtart som beskrevs av Nikolaus Joseph von Jacquin. Stapelia deflexa ingår i släktet Stapelia och familjen oleanderväxter. Inga underarter finns listade i Catalogue of Life.